# Mamie Eisenhower
Pour les articles homonymes, voir Eisenhower.
Mary Geneva « Mamie » Doud Eisenhower, née le 14 novembre 1896 et morte le 1er novembre 1979, est Première dame des États-Unis de 1953 à 1961 en tant que femme du président Dwight D. Eisenhower.

## Biographie

### Naissance et enfance
Née à Boone dans l'Iowa, Mamie Doud et sa famille sont partis d’Iowa quand elle avait sept ans. Son père, John Sheldon Doud, est déjà à la retraite à l’âge de 36 ans après avoir fait fortune dans l’industrie alimentaire (l'abattage et le conditionnement de la viande).  Après avoir brièvement vécu à Pueblo au Colorado puis à Colorado Springs, les Doud ont emménagé à Denver. Mamie et ses trois sœurs ont grandi dans une grande maison avec plusieurs domestiques.

### Mariage et famille
L’hiver, la famille Doud rend visite à leurs cousins à San Antonio (Texas). C'est à San Antonio, en 1915, au poste militaire, que Mamie fait la connaissance de Dwight D. Eisenhower, alors jeune lieutenant.  Ils se fiancent en 1916 le jour de la Saint-Valentin et se marient chez les Doud, à Denver, le 1er juillet.
Pendant plusieurs années, la vie de Mamie Eisenhower suit le modèle des autres femmes d'officiers de l’armée : postes aux États-Unis, dans la zone du canal de Panama, en France, aux Philippines. Elle a estimé qu’elle a déménagé 27 fois en 37 années. Chaque fois, cela signifiait de l'avancement pour son mari, et aussi plus de responsabilités pour elle. 
Leur premier fils, Doud Dwight (surnommé Icky), est né en 1917, mais il est mort de la scarlatine en 1921. Un deuxième fils, John, est né en 1922 à Denver. Comme son père, il a choisi une carrière militaire ; plus tard, il est devenu écrivain et ambassadeur américain en Belgique. 
Pendant la Seconde Guerre mondiale, Mamie a habité à Washington. Après la guerre, les Eisenhower ont acheté une ferme à Gettysburg (Pennsylvanie).
Lors de son séjour à Alger en 1943, on prêta à Eisenhower une relation sentimentale avec Kay Summersby, une auxiliaire féminine britannique et ancien mannequin qui lui servait de chauffeur. Mais Summersby n'en fit pas état lorsqu'elle rédigea en 1948 ses mémoires qui furent publiées sous le titre Eisenhower was my boss (éditeur Prentice-Hall, New York). C'est le président Roosevelt en personne qui s'opposa au divorce de son commandant en chef, par égard à toutes les veuves de guerre des armées des États-Unis[réf. nécessaire].

### Première dame des États-Unis
Le Président et Mme Eisenhower ont reçu plusieurs chefs d’État et ministres importants des gouvernements étrangers.  Mamie était très célèbre pour son attitude amicale, son goût des vêtements et de la mode, ses bijoux et la fierté naturelle pour son mari.  Elle était considérée comme l’épouse exemplaire des États-Unis des années 1950.
Mamie est connue pour ses économies domestiques, elle découpait des bons de réduction pour le personnel de la Maison-Blanche. Sa recette du fondant a été publiée par plusieurs journaux et magazines et elle était appréciée par de nombreuses ménagères américaines.

### Vieillesse
En 1961, les Eisenhower reviennent à Gettysburg pour la retraite. Après la mort de son mari en 1969, Mamie continue d'habiter la ferme jusqu’à sa mort 10 ans plus tard, le 1er novembre 1979 à l’âge de 82 ans. Elle est enterrée à ses cotés dans une petite chapelle au parc des archives Eisenhower à Abilene (Kansas).
Du fait qu'elle a passé son enfance à Denver, un parc au sud-est de la ville est nommé en son honneur.

## Au cinéma
- 2013 : Le Majordome de Lee Daniels, jouée par Melissa Leo
- 2021 : American Horror Story : Death Valley, jouée par Sarah Paulson